# 廷伯鎮區 (伊利諾伊州皮奧里亞縣)
廷伯鎮區（英語：Timber Township）是位於美國伊利諾伊州皮奧里亞縣的一個行政鎮區。

## 地方資料
根據2010年美國人口普查的數據，廷伯鎮區的面積為95.30平方千米，當中陸地面積為92.70平方千米，而水域面積為2.60平方千米。當地共有人口1210人，而人口密度為每平方千米12.7人。